# Walid Atta
Walid Atta (en arabe : وليد عطا), né le 28 août 1986 à Riyad en Arabie saoudite, est un footballeur suédo-éthiopien évoluant au poste de défenseur.

## Palmarès
- Avec AIK Solna :
  - Champion de Suède en 2009.
  - Vainqueur de la Coupe de Suède en 2009.
  - Vainqueur de la Supercoupe de Suède en 2010.

- Avec Helsingborgs :
  - Vainqueur de la Supercoupe de Suède en 2012.

## Statistiques détaillées

### En club
| Saison                | Club                  | Championnat           | Championnat | Championnat | Coupe(s) nationale(s) | Coupe(s) nationale(s) | Compétition(s) continentale(s) | Compétition(s) continentale(s) | Compétition(s) continentale(s) | Total | Total |
| Saison                | Club                  | Division              | M.          | B.          | M.                    | B.                    | Comp.                          | M.                             | B.                             | M.    | B.    |
| 2005                  | Gunnilse              | 4                     | -           | -           | -                     | -                     | -                              | -                              | -                              | 0     | 0     |
| 2006                  | Väsby United          | 2                     | 10          | 1           | -                     | -                     | -                              | -                              | -                              | 10    | 1     |
| 2007                  | Väsby United          | 3                     | 18          | 2           | -                     | -                     | -                              | -                              | -                              | 18    | 2     |
| 2008                  | AIK Solna             | 1                     | 11          | 0           | -                     | -                     | -                              | -                              | -                              | 11    | 0     |
| 2008                  | Väsby United          | 2                     | 5           | 1           | -                     | -                     | -                              | -                              | -                              | 5     | 1     |
| 2009                  | AIK Solna             | 1                     | 8           | 0           | -                     | -                     | -                              | -                              | -                              | 8     | 0     |
| 2010                  | AIK Solna             | 1                     | 13          | 1           | 2                     | 0                     | C1                             | 3                              | 0                              | 18    | 1     |
| 2010 - 2011           | Lokomotiva            | 1                     | 8           | 0           | 0                     | 0                     | -                              | -                              | -                              | 8     | 0     |
| 2011 - 2012           | Dinamo Zagreb         | 1                     | 0           | 0           | 0                     | 0                     | -                              | -                              | -                              | 0     | 0     |
| 2012                  | Helsingborg           | 1                     | 18          | 4           | 1                     | 0                     | C1                             | 9                              | 1                              | 28    | 5     |
| Total sur la carrière | Total sur la carrière | Total sur la carrière | 91          | 9           | 3                     | 0                     | -                              | 12                             | 1                              | 106   | 10    |